# Cybianthus nemophilus
Cybianthus nemophilus är en viveväxtart som beskrevs av Henri François Pittier. Cybianthus nemophilus ingår i släktet Cybianthus, och familjen viveväxter. Inga underarter finns listade i Catalogue of Life.